# Eslovenia en los Juegos Olímpicos de Pekín 2022
Eslovenia estuvo representada en los Juegos Olímpicos de Pekín 2022 por un total de 44 deportistas que competirán en 6 deportes. Responsable del equipo olímpico es el Comité Olímpico Esloveno, así como las federaciones deportivas nacionales de cada deporte con participación.
Los portadores de la bandera en la ceremonia de apertura fueron el deportista de snowboard Rok Marguč y la esquiadora alpina Ilka Štuhec.

## Medallistas
El equipo olímpico esloveno obtuvo las siguientes medallas:
| Nombre                                          | Deporte         | Competición                   |
| ----------------------------------------------- | --------------- | ----------------------------- |
| Oro                                             |                 |                               |
| Urša Bogataj                                    | Saltos en esquí | Trampolín normal F            |
| Nika Križnar Timi Zajc Urša Bogataj Peter Prevc | Saltos en esquí | Trampolín normal equipo mixto |
| Plata                                           |                 |                               |
| Žan Kranjec                                     | Esquí alpino    | Eslalon gigante M             |
| Lovro Kos Cene Prevc Timi Zajc Peter Prevc      | Saltos en esquí | Trampolín grande por equipo M |
| Tim Mastnak                                     | Snowboard       | Eslalon gigante paralelo M    |
| Bronce                                          |                 |                               |
| Nika Križnar                                    | Saltos en esquí | Trampolín normal F            |
| Gloria Kotnik                                   | Snowboard       | Eslalon gigante paralelo F    |